# 沙河口区
沙河口区（さかこう-く）は中華人民共和国遼寧省大連市西部に位置する市轄区。近年急速に開発が進められている副都心西安路（興工街）エリアは同区に位置する。

## 行政区画
下部に7街道弁事処を管轄する。
- 星海湾街道、西安路街道、春柳街道、馬欄街道、南沙河口街道、黒石礁街道、李家街道

## 教育

### 大学
- 東北財経大学
- 遼寧師範大学
- 大連交通大学
- 大連海洋大学

### 中学
- 大連市第三中学
- 大連市第八中学
- 遼寧師範大学附属中学
- 大連市第十三中学
- 大連市第四十七中学
- 大連市第四十八中学
- 大連市第二十三中学

## 交通

### 鉄道
- 大連地下鉄
  - 1号線
  - 2号線
- 大連有軌電車

## 健康・医療・衛生
- 大連医科大学付属第一医院二部
- 大連医科大学付属第二医院
- 大連市中心医院
- 大連市第五人民医院
- 大連大学付属新華医院
- 大連機車医院
- 大連市沙河口区医院
- 大连市口腔医院
- 大连市皮膚病医院